# Нікольське (Солецький район)
Нікольське (рос. Никольское) — присілок в Солецькому районі Новгородської області Російської Федерації.
Населення становить 2 особи. Входить до складу муніципального утворення Горське сільське поселення.

## Історія
Від 2005 року входить до складу муніципального утворення Горське сільське поселення

## Населення
| 2010 |
| ---- |
| 2    |